# Cranocarpus
Cranocarpus es un género de plantas con flores con tres especies perteneciente a la familia Fabaceae. Comprende 3 especies descritas y  aceptadas.

## Taxonomía
El género fue descrito por George Bentham y publicado en Flora Brasiliensis 15(1): 106. 1859.

## Especies aceptadas
A continuación se brinda un listado de las especies del género Cranocarpus aceptadas hasta abril de 2013, ordenadas alfabéticamente. Para cada una se indica el nombre binomial seguido del autor, abreviado según las convenciones y usos:
- Cranocarpus gracilis
- Cranocarpus martii
- Cranocarpus mezii